# Slovak Juniors 1994
Das Slovak Juniors 1994 als bedeutendstes internationales Nachwuchsturnier der Slowakei im Badminton fand in Prešov statt.

## Finalergebnisse
| Disziplin    | Sieger                                   | Finalist                           | Ergebnis            |
| ------------ | ---------------------------------------- | ---------------------------------- | ------------------- |
| Herreneinzel | Dmitry Miznikov                          | Paweł Kaczyński                    | 15–3, 15–13         |
| Dameneinzel  | Joanna Szleszyńska                       | Anna Pollakowska                   | 5–11, 11–5, 11–5    |
| Herrendoppel | Paweł Kaczyński Michał Łogosz            | Gergely Dosa Csaba Retkes          | 15–7, 15–9          |
| Damendoppel  | Monika Bieńkowska Malgorzata Lenartowicz | Anna Polakowska Joanna Szleszyńska |                     |
| Mixed        | Dmitry Miznikov Natalja Esipenko         | Michał Łogosz Monika Bieńkowska    | 12–15, 15–11, 15–11 |